# Himmelbrev
Et himmelbrev er et trykt eller håndskrevet dokument, som i folketroen menes at have magiske kræfter.
Det ældste danske himmelbrev stammer fra 1648, men genren er langt ældre. Desuden har himmelbrevene træk til fælles med nutidens kædebreve. Dette skyldes et viralt element. En del af himmelbrevets tekst kan handle om, at modtageren/ejeren ikke må beholde brevets indhold for sig selv, men skal dele det med andre.
Himmelbrevet anses - ligesom Dannebrog - for at være "faldet ned fra himlen", samt fx at være skrevet af Gud eller overleveret af en engel.
Et himmelbrev kan beskytte sin ejer imod en lang række dårligdomme og farer, såsom at kunne afværge kugler, og således fungere som amuletter, der kunne beskytte soldater i krig. I krigen 1864 anvendte sønderjyske soldater himmelbreve for at sikre sig imod fjendens kugler. 